# Mims
Mims és una concentració de població designada pel cens dels Estats Units a l'estat de Florida. Segons el cens del 2000 tenia 9.147 habitants.

## Demografia
Segons el cens del 2000, Mims tenia 9.147 habitants, 3.591 habitatges, i 2.574 famílies. La densitat de població era de 178,4 habitants/km².
Dels 3.591 habitatges en un 28,6% hi vivien nens de menys de 18 anys, en un 55,6% hi vivien parelles casades, en un 11,4% dones solteres, i en un 28,3% no eren unitats familiars. En el 22,8% dels habitatges hi vivien persones soles el 10,8% de les quals corresponia a persones de 65 anys o més que vivien soles. El nombre mitjà de persones vivint en cada habitatge era de 2,52 i el nombre mitjà de persones que vivien en cada família era de 2,95.
Per edats la població es repartia de la següent manera: un 24% tenia menys de 18 anys, un 6,2% entre 18 i 24, un 26,4% entre 25 i 44, un 25,6% de 45 a 60 i un 17,8% 65 anys o més.
L'edat mediana era de 41 anys. Per cada 100 dones de 18 o més anys hi havia 95,9 homes.
La renda mediana per habitatge era de 35.216 $ i la renda mediana per família de 41.044 $. Els homes tenien una renda mediana de 33.886 $ mentre que les dones 21.925 $. La renda per capita de la població era de 17.433 $. Entorn de l'11,3% de les famílies i el 15,6% de la població estaven per davall del llindar de pobresa.

## Poblacions més properes
El següent diagrama mostra les poblacions més properes.